# متنزه نيفادو دي تولوكا الوطني

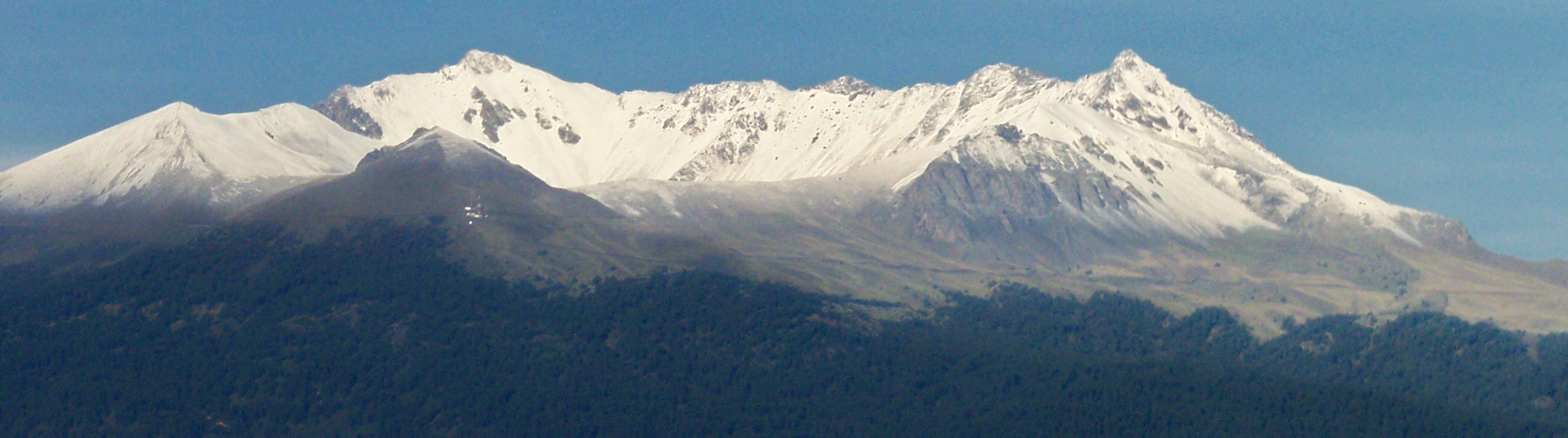
ذروة البركان.

يقع منتزه نيفادو دي تولوكا الوطني (بالإسبانية: Área de protección de flora y fauna Nevado de Toluca)‏ جنوب غرب مدينة تولوكا بولاية مكسيكو. وقد تم إصدار قانون عام 1936، بهدف حماية بركان نيفادو دي تولوكا، الذي يُشَكّل تقريباً كامل سطح الحديقة، وهو رابع أعلى قمة في المكسيك. يقع على بعد 45 كم من تولوكا و135 كم من مكسيكو سيتي. تم إنشاء الحديقة بهدف الحفاظ عليها، ولكن الحديقة تتعرض لضغط متزايد بسبب النمو الديمغرافي لمنطقة تولوكا وكذلك من قطع الأشجار غير القانوني الذي تقوم به المجتمعات المحلية التي تُعاني من الفقر. انقرض البركان منذ فترة طويلة وله فوهة كبيرة تكون بحيرتين ضحلتين. تحظى الفوهة والبحيرات بشعبية بين الزائرين من ولاية المكسيك ومكسيكو سيتي، ولاسيما عند تساقط الثلوج. هناك عدد من المواقع الأثرية في المتنزه، بما في ذلك البحيرات نفسها، والتي تحتوي على العديد من الكوبالات وغيرها من المواد التي تم ترسيتها خلال فترة ما قبل الإسبان. توفر الحديقة أنشطة للزوار مثل رياضة المشي لمسافات طويلة وركوب الدراجات في الجبال وركوب الخيل، فضلاً عن مرافق التزلج المحدودة. نظراً لارتفاعها، تُعتبر قمة نيفادو أكثر برودة من المنطقة المحيطة بها.

## البركان
سُمي المنتزه على اسم بركان نيفادو دي تولوكا ويقع المدخل الرئيسي لهُ عند لا رايتس (Las Raíces) ببلدية تيماسكالتابيك (Temascaltepec). وانطلاقاً من هناك يؤدي طريق نحو قمة البركان بمسافة قدرها 21 كيلومتر. وكان البركانُ خامداً منذ أمدٍ بعيد وهو رابع أعلى قمة في المكسيك حيث يبلغ ارتفاعها 4,690 متر فوق مستوى سطح البحر. ويعد البركان مع الغابة المحيطة بهِ أكثر مشهد طبيعي يختزل طبيعة ولاية مكسيكو. واسمه الناواتلي هو «سينانتيكتال» (Xinantecatl) وتعني «السيد العاري» وهو يوحي بحقيقة وقوع قمة البركان فوق صف الأشجار فلا يوجد عليها سوى الصخور والأعشاب وتخلو من الثلوج خلال معظم أيام السنة. ولكن يختلف البعض حول الأمر ويرون أن الاسم يعني إما «جبل الخفاش» أو «الجبال التسعة» أو «الينابيع التسعة». واسم البركان بلغات ماتلاتينكا هو «إنريوماني نيتشوتاتا» (Nro’maani Nechhútatá ) وتعني «منزل إله المياه»، ويُطلق عليه بلغة أوتومي «تاستوبو» (Tastobo) وتعني «الجبل الأبيض».